# Żeglarstwo na Letnich Igrzyskach Olimpijskich 1912
Żeglarstwo na Letnich Igrzyskach Olimpijskich 1912 rozegrane zostało w dniach 20–22 lipca 1912 roku w Nynäshamn leżącym w pobliżu Sztokholmu, gospodarza tych igrzysk. Była to trzecia edycja olimpijskich zawodów żeglarskich w historii, a organizowane przez Kungliga Svenska Segelsällskapet regaty zostały rozegrane w czterech klasach. Przystąpiły do nich reprezentacje sześciu krajów, a każda z nich zdobyła co najmniej jeden medal. W klasyfikacji medalowej zwyciężyli Norwegowie, w punktowej zaś Szwedzi.

## Tło zawodów
Na spotkaniu w Berlinie 27 maja 1909 roku Międzynarodowy Komitet Olimpijski wyraził zainteresowanie włączeniem żeglarstwa do programu Letnich Igrzysk Olimpijskich 1912. Miałyby się one odbyć nie jako oddzielne zawody, lecz jako część igrzysk. Jednocześnie, w przeciwieństwie do londyńskich igrzysk, szczególny nacisk położono na ich rozegranie w większym związku z pozostałymi dyscyplinami, zarówno czasowym, jak i geograficznym.
Szwedzkie jachtkluby zgadzały się, by te regaty stanowiły część igrzysk, jednak ta jednomyślność nie dotyczyła miejsca i sposobu ich przeprowadzenia. O zorganizowanie regat ubiegały się dwa ośrodki. Göteborg argumentował swoją kandydaturę mniejszą odległością do przebycia dla chcących uczestniczyć w zawodach zagranicznych jachtów oraz, według tamtejszych działaczy, większym zainteresowaniem widzów regatami International Rule. Działacze z bałtyckiego wybrzeża Szwecji zaś byli równie przekonani co do warunków żeglowania na tym akwenie, a z powodu bliskości Sztokholmu, gdzie rozgrywane byłyby pozostałe dyscypliny, spodziewali się większej niż u rywali liczby widzów.
Szwedzki Komitet Olimpijski w liście datowanym 24 lutego 1910 roku skłonił się ku tej drugiej propozycji, wystosował zatem list do Kungliga Svenska Segelsällskapet z pytaniem o możliwość zorganizowania przez niego olimpijskich regat. Doświadczenie zebrane przez organizatorów olimpijskich regat w 1908 roku w Ryde przekonało Szwedzki Komitet Olimpijski, że regaty z udziałem niewielkiej liczby jachtów nie wzbudzą zainteresowania publiczności. Uznano zatem, że oprócz olimpijskich zawodów potrzebne będzie przeprowadzenie wyścigów w innych klasach, KSSS postanowił zatem na spotkaniu 24 kwietnia 1910 roku o zorganizowaniu swoich dorocznych tygodniowych regat wraz ze specjalnymi wyścigami olimpijskimi w trakcie trwania igrzysk. W październiku tego roku została podjęta decyzja o przeprowadzeniu ich w Nynäshamn. Przy zwykłych regatach druga baza jachtklubu w Sandhamn zapewniała wystarczające warunki, jednak z uwagi na fakt planowanego większego zainteresowania ze strony zarówno uczestników, jak i widzów, wybór komitetu organizacyjnego padł jednak na Nynäshamn. Oprócz lepszej bazy noclegowej i dogodnych połączeń ze Sztokholmem, przewagą tej lokalizacji był fakt, iż dużą część regat można by obserwować z lądu.
Program olimpijskich regat z 1908 roku stał się podstawą do opracowania takiego planu przez KSSS, wprowadzono jednak szereg zmian. Zamiast jachtów z klas 6, 7, 8, 12 i 15 metrów zaproponowano rywalizację w klasach 6, 8, 10 i 12 metrów. Zastąpienie jachtów 7 metrów przez 10 metrów argumentowano większą ich liczbą, zaś wyłączenie klasy 15 metrów trudnością obsadzenia tak dużych jednostek wyłącznie przez amatorów. Zmodyfikowany został również używany w Ryde system punktacji w poszczególnych wyścigach – zamiast trzech, dwóch i jednego punktu za zajęcie miejsc 1–3, uczestnicy otrzymywali odpowiednio punktów 7–3–1. Podstawą tej zmiany było założenie, że zajęcie raz pierwszej pozycji jest lepsze niż dwukrotne uplasowanie się na drugiej, analogiczny wywód przeprowadzając dla miejsc drugiego i trzeciego. Dodatkowym atutem tej metody było zredukowanie liczby ewentualnych remisów wymagających rozegrania dodatkowego wyścigu. Ustalono również maksymalną liczbę zgłoszeń w każdej z klas na dwa z każdego z państw.
Przygotowany szczegółowy plan został przedstawiony MKOl, który przyjął go bez zastrzeżeń na spotkaniu w Budapeszcie w maju 1911 roku. W tym samym miesiącu ustalono również ramowy harmonogram regat, które zaplanowano na 20 i 21 lipca 1912 roku, ewentualne dogrywki miały odbyć się natomiast 22 lipca.
W celu sprawnego zorganizowania zawodów KSSS powołał komitety zajmujące się poszczególnymi szczegółowymi zagadnieniami. Jako że organizatorzy nie otrzymali od Szwedzkiego Komitetu Olimpijskiego pomocy pieniężnej komitet finansowy po przeprowadzeniu kalkulacji kosztów zorganizował zbiórkę, której efektem była równowartość 2800 funtów (1400 dolarów). Komitet reklamowy przygotował ilustrowaną broszurę informacyjną, którą rozesłano do jachtklubów szwedzkich i zagranicznych, publikował także artykuły w prasie w celu zainteresowania społeczeństwa planowanymi regatami. Kolejny z komitetów zajął się przygotowaniem bazy noclegowej i wyżywienia oraz organizowaniem transportu, inny zaś wydawaniem akredytacji prasowych i opieką nad przybyłymi dziennikarzami. Pozostałe grupy zajęły się m.in. organizacją przyjęcia powitalnego i pożegnalnego, wytyczeniem tras wyścigów i miejsc do cumowania, wyznaczeniem sędziów zawodów czy przygotowywaniem zaproszeń i map.
Zgodnie z olimpijskimi zasadami, nagrodami w regatach miały być jedynie medale, jednak w celu wyróżnienia właściciela zwycięskiego jachtu KSSS przygotował pamiątkową plakietkę. Dodatkowo w klasie 6 metrów triumfator otrzymał przechodni puchar ufundowany przez rząd francuski.

## Zgłoszone jachty
dawni uczestnicy olimpijskich regat
     debiutujący w olimpijskich regatach
     kolejny występ w olimpijskich regatach

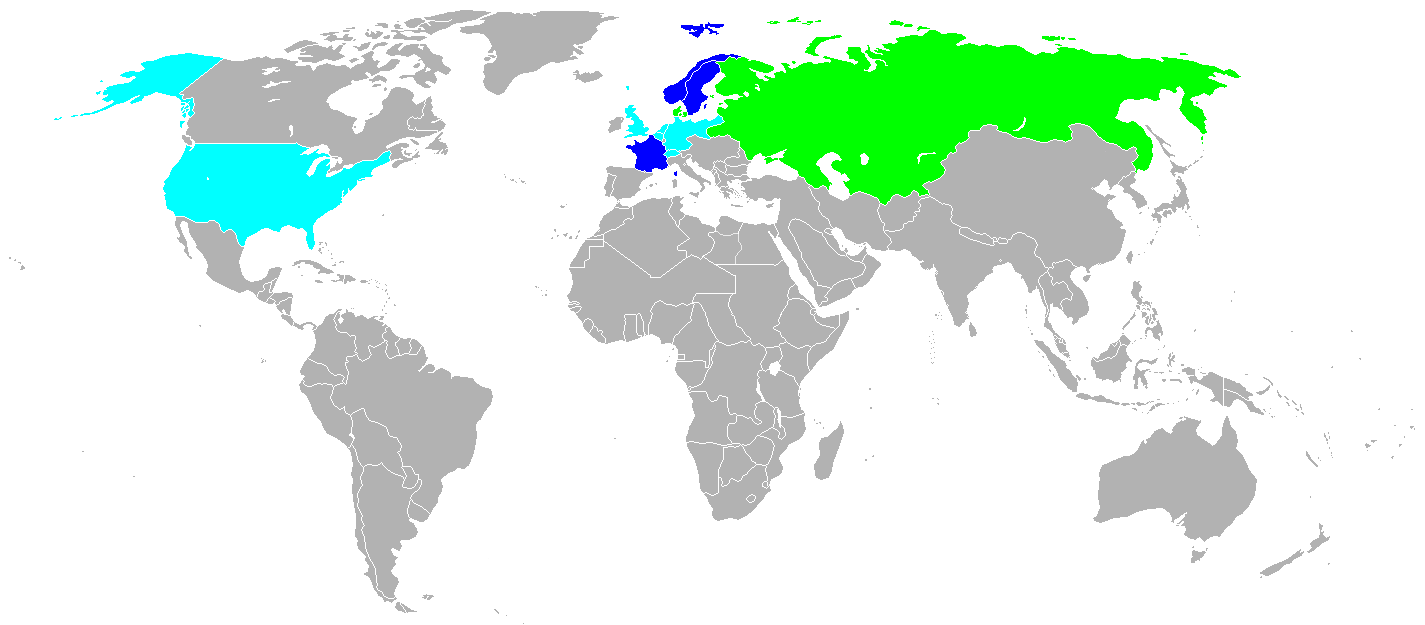
Uczestnicy zawodów żeglarskich podczas LIO 1912.
dawni uczestnicy olimpijskich regat
debiutujący w olimpijskich regatach
kolejny występ w olimpijskich regatach

Komitet organizacyjny ograniczył zgłoszenia do maksymalnie dwóch jachtów z każdego kraju w każdej z klas. Łącznie zgłosiły się dwadzieścia cztery jednostki reprezentujące sześć krajów, na starcie nie stanęły jednak cztery jachty – jeden w klasie 8 metrów oraz trzy w klasie 6 metrów.

## Punktacja
W każdym z dwóch rozgrywanych wyścigów punkty zdobywała czołowa trójka, otrzymując odpowiednio siedem punktów za zwycięstwo, trzy za drugie miejsce i jeden punkt za trzecią lokatę. W przypadku równej liczby punktów, zainteresowane jachty startowały w dodatkowym wyścigu, którego kolejność determinowała końcową lokatę. Warunek ten dotyczył jedynie ewentualnych dogrywek o miejsca premiowane medalami. Poniższa tabela przedstawia wszystkie możliwe scenariusze po obu wyścigach.

## Przebieg zawodów

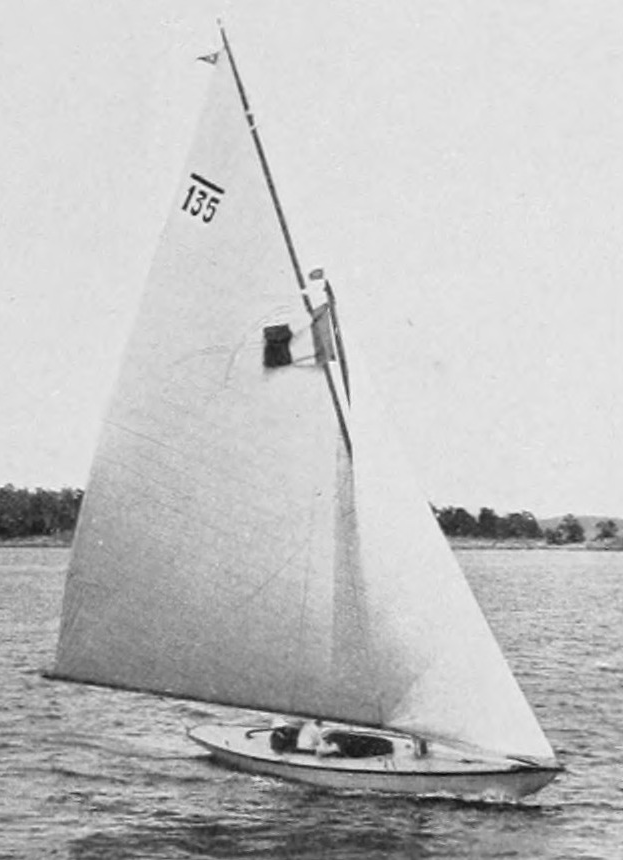
Mac Miche

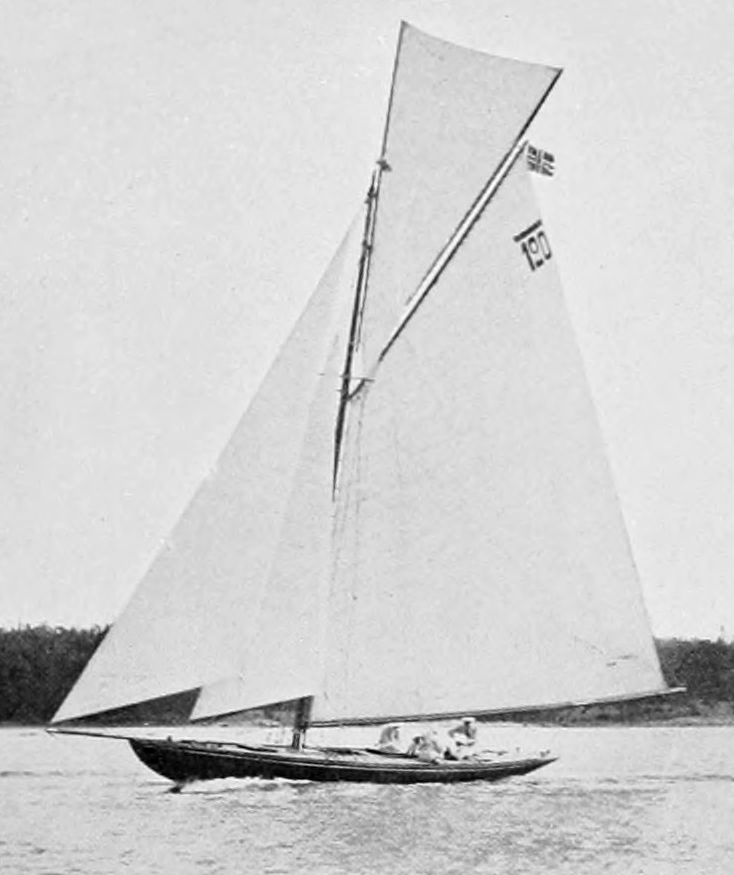
Taifun

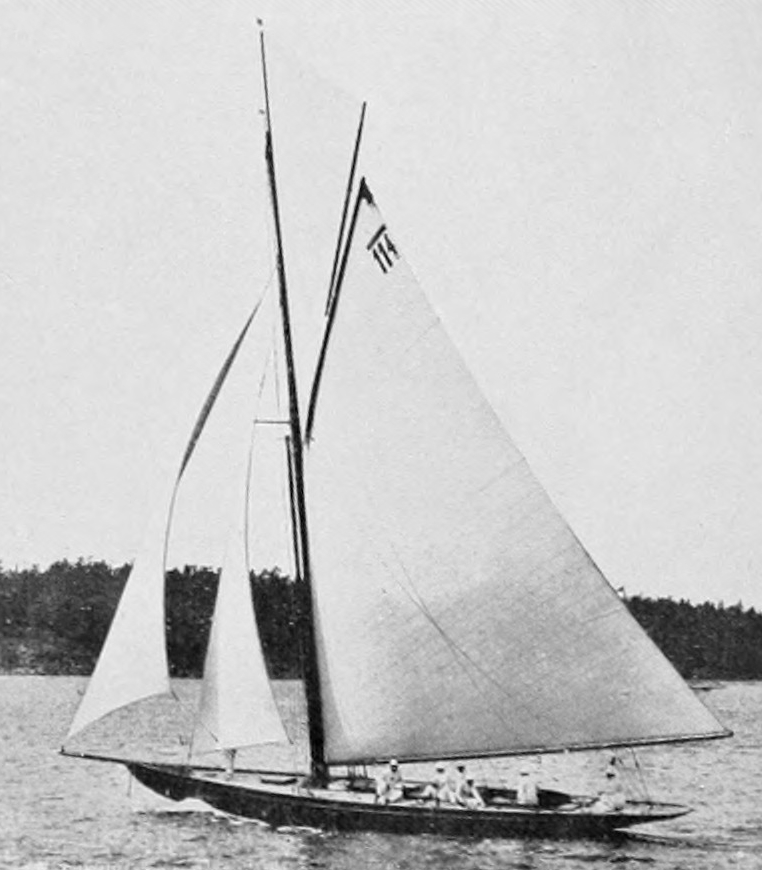
Kitty

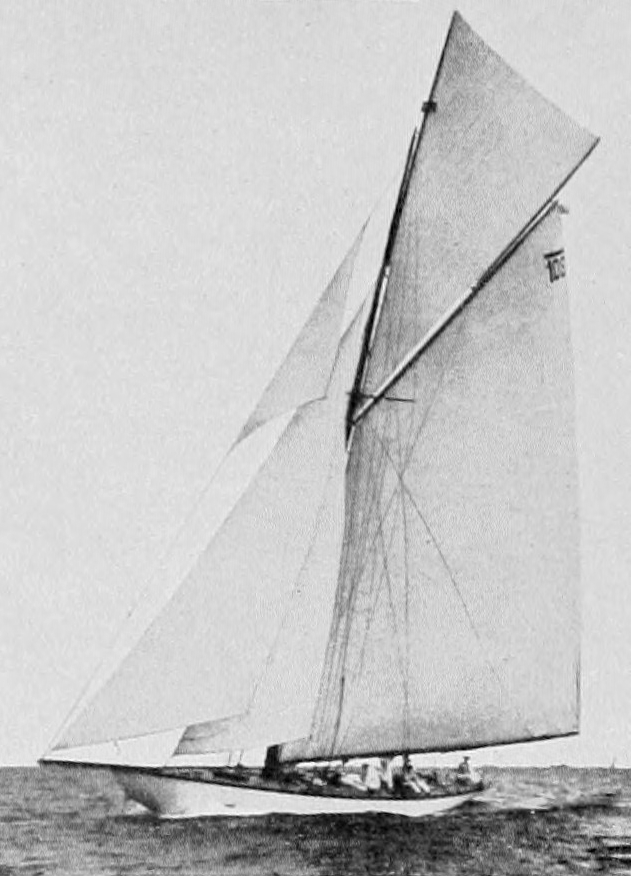
Magda IX

### 20 lipca
Pierwsze wyścigi odbyły się 20 lipca, przy wietrze ENE wiejącym z prędkością 3,6–4 m/s.
W klasie 6 metrów szybko wykrystalizowała się pierwsza trójka – Kerstin, Mac Miche i Nurdug II – pozostałe trzy jachty trzymały się razem, jednak już ze stratą do liderów. Wkrótce to Francuzi objęli prowadzenie, które utrzymali do drugiego nawrotu, jednak to Duńczycy na otwartej przestrzeni okazali się lepszymi żeglarzami odpierając następnie wszelkie próby ataku. Szwedzi z Sass utrzymali natomiast trzecią pozycję, pomimo że źle położony główny żagiel powodował, że bom był niemal zanurzony w wodzie.
Sans Atout pierwszy wśród jachtów klasy 8 metrów przepłynął linię startu, lecz norweski Taifun wkrótce objął prowadzenie. Dalsze miejsca zajmowały kolejno Örn, Norman, Lucky Girl i Bylina. Pod koniec pierwszego etapu szwedzki Sans Atout powrócił na czoło i przy kolejnym nawrocie miał minutę przewagi nad Taifunem, kolejne dwie pozycje zajmowały zaś oba fińskie jachty. Otrzymawszy silniejszy wiatr ze sterburty Szwedzi podnieśli spinaker, Taifun jednak pozostał przy poprzednim ożaglowaniu. Po kilku minutach Norwegowie poszli jednak za przykładem rywali zmniejszając do nich stratę, na finiszu ostatecznie ich prześcigając. Na trzecim miejscu przypłynął fiński Örn.
Na starcie wyścigu w klasie 10 metrów najszybsze były dwa szwedzkie jachty – Marga przed Kitty, następnie płynęli Finowie i Rosjanie. Przez problemy z żaglem Kitty zaczął odstawać od reszty stawki, jednak po oporaniu się z nimi szybko odrobił stracony dystans i objął prowadzenie, którego nie oddał do końca regat. Na metę ze stratą ponad trzynastu minut w odstępach kilkunastu sekund wpłynęli Finowie i Rosjanie.
Spośród jachtów klasy 12 metrów ze startu najlepiej wyszedł fiński Heatherbell przed szwedzkim Erna Signe i norweskim Magda IX. Wkrótce szwedzki jacht ustawiwszy się dobrze z wiatrem szybko zaczął odpływać od rywali, a następnie zwiększał prowadzenie przez cały pierwszy etap. Po nawrocie fiński jacht odpłynął od pozostałych rywali i spróbował swoich sił na pełnym morzu, Norwegowie zaś zaczęli się zbliżać do Erna-Signe i w połowie drugiego etapu udało im się ich wyprzedzić. Magda IX utrzymywał się następnie pomiędzy boją a Szwedami, żeglując tymi samymi halsami. Od strony morza nadpłynął Heatherbell, jednak okazało się, że jest wyraźnie z tyłu, tak więc kolejność nie zmieniła się aż do mety.

### 21 lipca
Dzień później przy wietrze NEbN wiejącym z prędkością 3,9–4 m/s odbyła się druga seria wyścigów.
Wszystkie jachty w klasie 6 metrów przekroczyły linię startu w grupie przy dobrej prędkości. Na krótko prowadzenie objęła Sonja III, po czym na czoło wyszli Francuzi stopniowo zwiększając swoją przewagę i nie niepokojeni przez rywali zwyciężyli w tym wyścigu. W słabnącym wietrze prócz nich najlepiej radziły sobie jachty Kerstin i Nurdug II, które zacięcie walczyły o drugą pozycję. Szwedzi ostatecznie nie zdołali wyprzedzić Duńczyków przypływając do mety na trzeciej pozycji.
Tuż po strzale startera linię startu przekroczył Taifun, za którym znajdowały się oba fińskie jachty. Wkrótce okazało się, że do panujących warunków spośród jachtów klasy 8 metrów najlepiej dostosował się rosyjski Norman, w drugiej części trasy obejmując wyraźne prowadzenie. Już po ostatnim nawrocie, przy stawianiu spinakera znalazł się człowiek za burtą i mimo szybkiej akcji ratowniczej Norman przestał się liczyć w tym wyścigu. Na czoło wysunął się Taifun nie oddając prowadzenia do samej mety, w słabnącym wietrze Sans Atout stracił zaś miejsce w czołowej trójce.
Rosjanie na Gallia II wystartowali najlepiej, lecz Kitty podobnie jak w pierwszym wyścigu klasy 10 metrów wkrótce objął niezagrożone do samego finiszu prowadzenie. Marga płynąc przy brzegu stracił dystans do reszty jachtów przypływając na ostatniej pozycji.
W wyścigu największych jachtów początkowo na czoło wysunęli się Szwedzi przed Norwegami i Finami, wkrótce jednak Magda IX objął prowadzenie pozostając liderem do końca wyścigu, a na mecie uzyskując ponad szesnaście minut przewagi. Walka toczyła się zatem o drugą pozycję – przez długi czas górą w niej był Erna Signe, jednak w połowie drugiego etapu to Finowie uzyskali niewielką przewagę. Podczas trzeciego etapu Szwedzi dogonili i ostatecznie wyprzedzili rywali, dopływając do mety z blisko minutową przewagą nad Heatherbell. W obu wyścigach kolejność była zatem taka sama, co oznaczało, że jedynie w tej klasie nie była potrzebna dogrywka.

### 22 lipca
W trzech klasach konieczne było rozegranie dogrywki. Wyścigi zostały przeprowadzone 22 lipca przy wietrze ENE wiejącym z prędkością 4,6–5,1 m/s.
Podwójna dogrywka, o miejsce pierwsze i trzecie, miała miejsce w klasie 6 metrów. Mac Miche i Nurdug II, które zajęły w obu wyścigach pierwsze i drugie miejsca, rywalizować miały o złoty medal, dwa szwedzkie jachty, które do mety przypłynęły na trzecich pozycjach, walczyć zaś miały o miejsce trzecie. Francuzi z Duńczykami o lepszą pozycję walczyli jeszcze przed startem i już po strzale startera na czoło wysunął się Mac Miche. Oba płynące blisko jachty ostrzyły kurs, by następnie postawić spinakery i pośpieszyć w kierunku wyznaczającej nawrót boi. W ferworze walki Duńczycy przepłynęli ze złej strony boi, czym wskutek konieczności zawrócenia i opłynięcia jej prawidłowo praktycznie pozbawili się szans na wygraną. Dodatkowo większym kunsztem żeglarskim wykazali się Francuzi, którzy mając na ostatnim nawrocie dwie minuty przewagi, dołożyli jeszcze blisko jedną na ostatnim etapie wyścigu zdobywając tym samym mistrzostwo olimpijskie. Rywalizacja o brązowy medal rozstrzygnęła się w zasadzie już na starcie, bowiem Sass przekroczył linię jeszcze przed strzałem startera i został zawrócony. Minutowa przewaga, którą tym samym osiągnął jacht Kerstin, pozostała do końca wyścigu niezagrożona.
W klasie 8 metrów z powodu zdobycia przez dwa jachty trzech punktów w dodatkowym wyścigu walczyły one o drugie miejsce w końcowej klasyfikacji. Sans Atout i Lucky Girl wyścig rozpoczęły z dala od siebie – Szwedzi bliżej brzegu, Finowie zaś dalej uzyskując początkowo przewagę. W drugiej części dystansu Sans Atout wyszedł na prowadzenie i podszedł do ostatniego nawrotu dwadzieścia pięć sekund przed jachtem fińskim. Potem nastąpiła między nimi ostra walka, po szybkim postawieniu głównych żagli Szwedzi próbowali postawić i spinakera, jednak ta sztuka nie poszła im sprawnie, przez co Lucky Girl prawie zasłonił im wiatr. Szwedzki sternik Bengt Heyman sprawnie wydostał jacht z kłopotów i na kolejny punkt kontrolny Sans Atout przypłynął o dwie długości szybciej. Przy lekkim półwietrze zwiększał stopniowo przewagę i finiszował blisko minutę przed rywalem.
Z kolei w klasie 10 metrów po cztery punkty zdobyły dwa jachty, również rywalizując o miejsce drugie. Nina już na starcie był trzy długości lepszy od rosyjskiego jachtu, utrzymując się na czele przez cały wyścig zakończony półtoraminutową przewagą.

## Medaliści
| Konkurencja     | Złoto | Srebro | Brąz |
| Klasa 6 metrów  | Francja · Mac MicheGaston Thubé · Amédée Thubé · Jacques Thubé | Dania · Nurdug IIHans Meulengracht-Madsen · Steen Herschend · Sven Thomsen | Szwecja · KerstinEric Sandberg · Otto Aust · Harald Sandberg                                                                                           |
| Klasa 8 metrów  | Norwegia · TaifunThoralf Glad · Thomas Aass · Andreas Brecke · Torleiv Corneliussen · Christian Jebe                                                                                | Szwecja · Sans AtoutBengt Heyman · Emil Henriques · Alvar Thiel · Herbert Westermark · Nils Westermark                                                                        | Wlk. Ks. Finlandii · Lucky GirlBertil Tallberg · Arthur Ahnger · Emil Lindh · Gunnar Tallberg · Georg Westling                                         |
| Klasa 10 metrów | Szwecja · KittyFilip Ericsson · Carl Hellström · Paul Isberg · Humbert Lundén · Herman Nyberg · Harry Rosenswärd · Erik Wallerius · Harald Wallin                                   | Wlk. Ks. Finlandii · NinaHarry Wahl · Waldemar Björkstén · Jacob Björnström · Bror Brenner · Allan Franck · Erik Lindh · Aarne Pekkalainen                                    | Rosja · Gallia IIEsper Biełosielski · Ernst Brasche · Karl Lindholm · Nikołaj Pusznicki · Aleksandr Rodionow · Iosif Schomaker · Philipp Strauch       |
| Klasa 12 metrów | Norwegia · Magda IXJohan Anker · Nils Bertelsen · Eilert Falch-Lund · Halfdan Hansen · Magnus Konow · Arnfinn Heje · Alfred Larsen · Petter Larsen · Christian Staib · Carl Thaulow | Szwecja · Erna SigneNils Persson · Per Bergman · Dick Bergström · Kurt Bergström · Hugo Clason · Folke Johnson · Sigurd Kander · Nils Lamby · Erik Lindqvist · Hugo Sällström | Wlk. Ks. Finlandii · HeatherbellErnst Krogius · Max Alfthan · Erik Hartvall · Jarl Hulldén · Sigurd Juslén · Axel Krogius · Eino Sandelin · John Silén |

## Klasyfikacja medalowa i punktowa

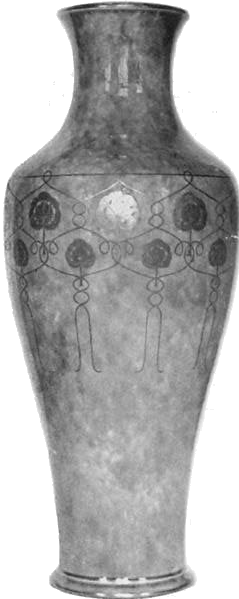
Puchar ufundowany przez rząd francuski

W klasyfikacji medalowej z dwoma złotymi medalami zwyciężyła Norwegia, w klasyfikacji punktowej najlepsza była natomiast Szwecja. Według wytycznych Szwedzkiego Komitetu Olimpijskiego punkty były przyznawane medalistom każdej z klas – otrzymywali oni odpowiednio trzy, dwa i jeden punkt.
| Miejsce | Reprezentacja      | złoto | srebro | brąz | Razem |
| ------- | ------------------ | ----- | ------ | ---- | ----- |
| 1.      | Norwegia           | 2     | 0      | 0    | 2     |
| 2.      | Szwecja            | 1     | 2      | 1    | 4     |
| 3.      | Francja            | 1     | 0      | 0    | 1     |
| 4.      | Wlk. Ks. Finlandii | 0     | 1      | 2    | 3     |
| 5.      | Dania              | 0     | 1      | 0    | 1     |
| 6.      | Rosja              | 0     | 0      | 1    | 1     |
| Razem   | Razem              | 4     | 4      | 4    | 12    |

| Miejsce | Reprezentacja      | 1. | 2. | 3. | Razem |
| ------- | ------------------ | -- | -- | -- | ----- |
| 1.      | Szwecja            | 3  | 4  | 1  | 8     |
| 2.      | Norwegia           | 6  | 0  | 0  | 6     |
| 3.      | Wlk. Ks. Finlandii | 0  | 2  | 2  | 4     |
| 4.      | Francja            | 3  | 0  | 0  | 3     |
| 5.      | Dania              | 0  | 2  | 0  | 2     |
| 6.      | Rosja              | 0  | 0  | 1  | 1     |